# Зала слави наукової фантастики і фентезі
Зала слави наукової фантастики і фентезі (англ. Science Fiction and Fantasy Hall of Fame) — нагорода за діяльність та твори в жанрі наукової фантастики чи фентезі.
Під творами йдеться не тільки про літературні праці, але й роботи в жанрі кіно, телебачення тощо. Присуджується щорічно від 1996 року як авторам, що нині живуть, так і посмертно. Від 2004 року процес присудження регулюють співробітники EMP Museum (Сіетл, штат Вашингтон, США).

## Список лауреатів
- 1996: Джек Вільямсон; Альфред ван Вогт; Джон Вуд Кемпбелл; Г'юго Гернсбек
- 1997: Андре Нортон; Артур Кларк; Герберт Веллс; Айзек Азімов
- 1998: Гол Клемент; Фредерик Пол; Кетрін Мур; Роберт Гайнлайн
- 1999: Рей Бредбері; Роберт Сілверберг; Жуль Верн; Абрагам Меррітт
- 2000: Пол Андерсон; Гордон Діксон; Теодор Стерджен; Ерік Френк Рассел
- 2001: Джек Венс; Урсула Ле Гуїн; Альфред Бестер; Фріц Лайбер
- 2002: Семюел Ділейні; Майкл Муркок; Джеймс Бліш; Дональд Аллен Воллгейм
- 2003: Вілсон Такер; Кейт Вільгельм; Деймон Найт; Едгар Райс Барроуз
- 2004: Браян Олдіс; Гаррі Гаррісон; Мері Шеллі; Едвард Елмер Сміт
- 2005: Стівен Спілберг; Філіп ДІк; Чеслі Боунстелл; Рей Гаррігаузен
- 2006: Джордж Лукас; Френк Герберт; Френк Келлі Фріз; Енн Маккефрі
- 2007: Ед Емшвіллер; Джин Родденберрі; Рідлі Скотт; Джин Вулф
- 2008: Єн Баллантайн[en] і Бетті Баллантайн; Вільям Ґібсон; Річард Майкл Паверс; Род Серлінг
- 2009: Едвард Ферман[en]; Майкл Велан; Фрэнк Пол; Конні Вілліс
- 2010: Октавія Батлер; Річард Метісон; Дуглас Трамбулл[en]; Роджер Желязни
- 2011: Вінсент Ді Фейт; Ґарднер Дозуа; Гарлан Еллісон; Жан Жиро
- 2012: Джо Голдеман; Джеймс Тіптрі-молодший; Джеймс Кемерон; Вьорджил Фінлі
- 2013: Ганс Ґігер; Джудіт Мерріл; Джоанна Расс; Девід Боуї; Дж. Р. Р. Толкін
- 2014: Френк Фразетта; Хаяо Міядзакі; Лі Брекетт; Олаф Стейплдон; Стенлі Кубрик
- 2015: Джеймс Едвін Ґанн; Жорж Мельєс; Джон Шонгер; Курт Воннегут; Джек Гоен
- 2016: Террі Пратчетт; Дуглас Адамс; «Зоряний шлях»; «Той, хто біжить по лезу»[2]
  - На честь двадцятиліття музею до зали слави додатково включено двадцять творців та творів.[2]
  - Творці: Маргарет Етвуд; Кіт Девід; Ґільєрмо дель Торо; Террі Ґілліам; Джим Генсон; Джек Кірбі; Мадлен Л'Енґл; Клайв Льюїс; Говард Лавкрафт; Леонард Німой; Джордж Орвелл; Руміко Такахасі; Джон Вільямс
  - Твори: «Космічна одіссея 2001 року»; Dungeons & Dragons; «Матриця»; Myst; «Принцеса-наречена»; Диво-жінка; «Секретні матеріали».
- 2017: Джоан Роулінг; Стен Лі; «The Legend of Zelda»; «Баффі — переможниця вампірів»[3]
- 2018: Ніл Ґейман; Вонда Мак-Інтайр; «Доктор Хто»; Magic: The Gathering
- 2020: Тед Чан; Дороті Фонтана; «Зоряні війни»; «Вартові»[4]
- 2021: Нішель Ніколс; Сігурні Вівер; Ґодзілла; «Подорож на Місяць»[5]
- 2023: Джон Карпентер; Нора К. Джемісін; «Дюна»; «Шоу жахів Роккі Хоррора»[6]
- 2024: Ннеді Окорафор; Нікола Ґріффіс; «Чорна пантера»; Dragon Ball[7]